# Radwimps
Radwimps (яп. ラッドウインプス, Raddo'uinpusu, стилізовано як RADWIMPS) — японський рок-гурт, який дебютував у 2003 році та підписав контракт з Toshiba EMI у 2005 році. Назва гурту, Radwimps, була утворена з двох англійських сленгових термінів, «rad» і «wimp». За словами гурту, вигадане слово мало кілька значень, включаючи «відмінний слабак» і «чудовий боягуз».
Radwimps досягли комерційного успіху в 2006 році зі своїм альбомом Radwimps 4: Okazu no Gohan і найбільш відомі своїми пізнішими синглами «Order Made» (2008) і «Dada» (2011), обидва з яких посіли перше місце в чартах синглів Oricon. Вони також отримали визнання завдяки саундтреку до одного з найкасовіших японських анімаційних фільмів Твоє ім'я (зокрема сингл Zenzenzense), а також саундтреки до фільмів Дитя Погоди 2019 року та Suzume no Tojimari 2022 року.

## Історія
Radwimps утворилися в 2001 році в Канагаві, Японія, під час першого року навчання в середній школі. П'ятеро оригінальних учасників були друзями ще зі середньої школи. Вокаліст Йоджіро Нода вперше зацікавився музикою після того, як почув Oasis у середній школі, коли він намагався запам'ятати гітарні акорди та співати пісні Oasis.
Діяльність гурту спочатку була зосереджена в Йокогамі, а їхній перший виступ відбувся на BB Street в районі Каннаї 5 лютого 2002 року У цей момент гітарист Акіра Кувахара кинув середню школу, щоб зосередитися на гурті. У вересні та серпні 2002 року Radwimps взяли участь у музичному фестивалі середньої школи Йокогами та зрештою виграв головний приз конкурсу з піснею «Moshi mo». «Moshi mo» був випущений як дебютний сингл гурту в травні 2003 року, надруковано 10 000 копій і продано по 100 єн кожна. Після цього синглу Radwimps здійснив тур по Йокогамі, включно з одноосібним виступом у Yokohama's Club 24West. Гурт випустив свій дебютний альбом Radwimps у липні через незалежний лейбл Newtraxx, який містить пісні, які вони написали в середній школі. Наступного серпня, після виступу гостем на Yokohama High School Music Festival, гурт зробив перерву, щоб Нода та інші учасники зосередилися на шкільних іспитах.
24 серпня 2016 року Radwimps випустили альбом із саундтреками Your Name. (яп. 君の名は。, Kimi no Na wa.), до однойменного аніме-фільму режисера Макото Шінкая. Фільм мав міжнародний успіх, що ще більше підвищило глобальний авторитет гурту та вивело їх на друге місце в чарті Billboard World Albums. Альбом також посів 16 місце в чарті Billboard Heatseekers і 15 місце в чарті Billboard ' Soundtrack Albums. На їхній батьківщині в Японії він отримав подвійний платиновий сертифікат RIAJ, продавши понад 500 000 копій, що зробило його найбільш продаваним альбомом групи. Потім він отримав спеціальну нагороду Japan Record, премію Японської академії за видатні досягнення в музиці та отримав найкращий саундтрек року на 31-й церемонії вручення премії Japan Gold Disc Awards .
У 2019 році Radwimps надав музику для наступного фільму Шінкая Дитя Погоди, який вийшов 19 липня. Альбом дебютував під номером три в Oricon Albums Chart, перш ніж досягти другого місця наступного тижня. Він отримав 34-ту нагороду Japan Gold Disc Award як анімаційний альбом року, що зробило його найбільш продаваним аніме-альбомом 2019 року з понад 128 000 проданими копіями цього року. Він також отримав 43-ю премію Японської кіноакадемії за найкращу музику та найкращий саундтрек на 24-й церемонії нагородження Space Shower Music Awards . У липні 2020 року гурт розпочав світовий тур із зупинками в США, Канаді та Мексиці Однак тур було скасовано через пандемію COVID-19, а запланований тур по Японії перенесено.
У 2022 році Radwimps написали музику для фільму «Останні десять років», який вийшов 4 березня. Того ж року група також написала музику до фільму Шінкая «Сузуме», що стало третьою співпрацею з режисером. У жовтні Кувахара повернувся до групи після річної перерви.

## Учасники гурту
Поточні учасники
- Йоджіро Нода (яп. 野田洋次郎) — вокаліст (2001–), ритм-гітара (2005–)
- Акіра Кувахара (яп. 桑原彰) — соло-гітара, бек-вокал (2001–; не брав активної участі з 2021 по 2022)
- Юсуке Такеда (яп. 武田祐介) — бас-гітара, бек-вокал (2003–)
- Сатоші Ямагучі (яп. 山口智史) — барабани, бек-вокал (2003–; не бере активної участі з 2015)

## Дискографія
- Radwimps (2003)
- Radwimps 2: Hatten Tojō (2005)
- Radwimps 3: Mujintō ni Motte Ikiwasureta Ichimai (2006)
- Radwimps 4: Okazu no Gohan (2006)
- Altocolony no Teiri (2009)
- Zettai Zetsumei (2011)
- Batsu to Maru to Tsumi to (2013)
- Your Name. (2016)
- Human Bloom (2016)
- Anti Anti Generation (2018)
- Weathering with You (2019)
- Forever Daze (2021)
- Suzume (разом з Кадзумою Джінноучі) (2022)

## Нагороди та номінації
| Рік  | Номіновано                     | Нагорода                                                     | Результат |
| ---- | ------------------------------ | ------------------------------------------------------------ | --------- |
| 2002 | Radwimps, «Moshi mo»           | Yokohama High School Music Festival                          | Перемога  |
| 2007 | «Yūshinron»                    | Space Shower Music Video Awards 2007 — Best Art Direction    | Перемога  |
| 2008 | «Order Made»                   | MTV Video Music Awards Japan 2008 — Best Rock Video          | Перемога  |
| 2009 | «Order Made»                   | Space Shower Music Video Awards 2009 — Best Your Choice      | Перемога  |
| 2009 | «Order Made»                   | Space Shower Music Video Awards 2009 — Best Rock Video       | Перемога  |
| 2009 | RADWIMPS                       | FM Festival «Life Music Award 2009» — Life Music of the Year | Перемога  |
| 2009 | «Oshakashama»                  | FM Festival «Life Music Award 2009» — Best Lyric of Life     | Перемога  |
| 2009 | Altocolony no Teiri            | FM Festival «Life Music Award 2009» — Best Album of Life     | Перемога  |
| 2010 | Altocolony no Teiri            | The Second CD Shop Awards                                    | Номінація |
| 2010 | «Oshakashama»                  | Space Shower Music Video Awards 2010 — Best Your Choice      | Перемога  |
| 2010 | «Oshakashama»                  | MTV World Stage VMAJ 2010 — Best Rock Video                  | Номінація |
| 2011 | «Manifesto»                    | Space Shower Music Video Awards 2011 — Best Your Choice      | Перемога  |
| 2011 | «Manifesto»                    | Space Shower Music Video Awards 2011 — Best Shooting Video   | Перемога  |
| 2011 | «Dada»                         | 2011 MTV Video Music Aid Japan — Best Rock Video             | Номінація |
| 2012 | «Kimi to Hitsuji to Ao»        | MTV Video Music Awards Japan 2012 — Best Rock Video          | Номінація |
| 2014 | «Last Virgin»                  | MTV Video Music Awards Japan 2014 — Best Rock Video          | Номінація |
| 2016 | RADWIMPS                       | MTV Europe Music Awards 2016 — Best Japanese Act             | Номінація |
| 2016 | RADWIMPS                       | Space Shower Music Video Awards 2016 — Best Group Artist     | Номінація |
| 2016 | RADWIMPS                       | Japan Record Awards 2016 — Special Award                     | Перемога  |
| 2017 | Your Name                      | Japan Academy Prize 2016 — Outstanding Achievement in Music  | Перемога  |
| 2017 | «Zenzenzense» (movie ver.)     | Japan Gold Disc Award 2017 — Best 5 Songs by Download        | Перемога  |
| 2017 | «Nandemonaiya» (movie ver.)    | Japan Gold Disc Award 2017 — Best 5 Songs by Download        | Перемога  |
| 2017 | Your Name                      | Japan Gold Disc Award 2017 — Soundtrack Album of the Year    | Перемога  |
| 2017 | RADWIMPS                       | Space Shower Music Awards 2017 — Best Rock Artist            | Перемога  |
| 2017 | RADWIMPS                       | Space Shower Music Awards 2017 — Artist of the Year          | Перемога  |
| 2018 | RADWIMPS                       | Space Shower Music Awards 2018 — Best Group Artist           | Номінація |
| 2019 | RADWIMPS                       | Space Shower Music Awards 2019 — Best Group Artist           | Номінація |
| 2019 | RADWIMPS                       | Space Shower Music Awards 2019 — Best Active Overseas        | Перемога  |
| 2019 | «Catharsis»                    | Space Shower Music Awards 2019 — Video of the Year           | Перемога  |
| 2019 | Weathering with You            | 74th Mainichi Film Awards — Best Music                       | Перемога  |
| 2020 | Weathering with You            | 34th Japan Gold Disc Award — Animation Album of the Year     | Перемога  |
| 2020 | Weathering with You            | 43rd Japan Academy Film Prize — Best Music                   | Перемога  |
| 2020 | Weathering with You            | 24th Space Shower Music Awards — Best Soundtrack             | Перемога  |
| 2022 | «Ningen Gokko»                 | MTV Video Music Awards Japan — Best Cinematography           | Перемога  |
| 2023 | Suzume (with Kazuma Jinnouchi) | 46th Japan Academy Film Prize — Best Music                   | Перемога  |
| 2023 | Suzume (with Kazuma Jinnouchi) | World Soundtrack Awards — Discovery of the Year              | Номінація |
| 2024 | Suzume (with Kazuma Jinnouchi) | 51st Annie Awards — Best Music — Feature                     | Номінація |